# Ким Ён Чхоль
Ким Ён Чхоль (кор. 김영철) — южнокорейский футболист, играл на позиции защитника.
Большую часть карьеры провёл в клубе «Соннам Ильва Чунма», а также играл за национальную сборную Южной Кореи, в составе которой был участником чемпионата мира.

## Клубная карьера
Играл в футбол в Университете Конкук.
Во взрослом футболе дебютировал в 1999 году выступлениями за команду «Соннам Ильва Чунма», в которой выступал до 2008 года, приняв участие в 103 матчах чемпионата. Большинство времени, проведённого в составе «Соннам Ильхва Чхонма», был основным игроком защиты команды, выиграв ряд национальных трофеев. Кроме того в течение 2003—2004 годов на правах аренды защищал цвета клуба «Санджу Санму».
Завершил профессиональную игровую карьеру в клубе «Чоннам Дрэгонз», за который выступал в течение 2009 года.

## Выступления за сборную
В 1997 году дебютировал в официальных матчах в составе национальной сборной Южной Кореи. В течение карьеры в национальной команде, которая длилась 10 лет, провёл в форме главной команды страны лишь 15 матчей, забив 1 гол.
В составе сборной был участником чемпионата мира 2006 года в Германии.

## Достижения
- Чемпион Южной Кореи: 2001, 2002, 2006
- Обладатель Кубка Южной Кореи: 1999
- Обладатель Кубка южнокорейской лиги: 2002
- Обладатель Суперкубка Южной Кореи: 2002